# سرزمین منجمد (فیلم)
سرزمین منجمد (به انگلیسی: The Frozen Ground) به کارگردانی اسکات واکر، فیلم محصول سال ۲۰۱۳آمریکاست. که بر اساس داستان واقعی رابرت هنسن، قاتل زنجیره‌ای آمریکایی ساخته شده است.

## داستان فیلم
رابرت هنسن کسی بود که به اتهام تجاوز و قتل چندین زن در ایالت آلاسکا به ۴۶۱ سال زندان محکوم شده است.

## بازیگران
در این فیلم ستارگانی همچون نیکلاس کیج، جان کیوسک، ونسا هاجنز و ۵۰ سنت نقش آفرینی کرده‌اند.

## پیوندها
- http://www.movieguide.org/reviews/the-frozen-ground.html
- شناسنامه فیلم در بانک اطلاعات اینترنتی فیلم‌ها
- شناسنامه فیلم در وب‌گاه راتن تومیتوز